# Charles Prévost
Pour les articles homonymes, voir Charles Prévost (abbé) et Prévost.
Charles Prévost, né le 26 mars 1899 à Champlitte (Haute-Saône) et mort le 5e arrondissement de Paris le 11 juillet 1983,, est un chimiste français.

## Biographie
Charles Prévost est le fils de Georges Prévôt (1874-1959) et de Marie Zimmermann (1873-1932). Charles Prévost épousera Eléonore Fumée (1899-1966) avec qui il aura 2 enfants.
Élève en classe de mathématiques spéciales au lycée Louis-le-Grand il étudie ensuite de 1919 à 1923 à l’École normale supérieure et à la faculté des sciences de l'université de Paris. En 1923, il est reçu au concours d'agrégation de sciences physiques et devient alors préparateur durant 6 ans à l’École navale. En 1928 il obtient le doctorat ès sciences physiques, il est alors de 1929 à 1933 chargé de cours à la faculté de pharmacie de Nancy, puis professeur de chimie générale. En 1936-1937 il est professeur de chimie générale à la faculté des sciences de Lille. À partir du 1er novembre 1937, il devient maître de conférences de chimie pour le certificat d'études physiques, chimiques et naturelles à la faculté des sciences de Paris, puis est transféré dans la maîtrise de conférences de chimie organique le 1er octobre 1941 (en remplacement de Gustave Vavon nommé titulaire de la chaire d'analyse et mesures chimiques). En 1953 il est nommé professeur titulaire de la chaire de chimie organique au décès de Pauline Ramart-Lucas.
Du 21 novembre 1938 à 1944, il est membre du conseil de la Société chimique de France.
De 1954 à 1957 il est président de la Fédération nationale des syndicats autonomes de l’enseignement supérieur et de la recherche.